# Ludwig Alfons August von Thompson
Ludwig Alfons August von Thompson (* 22. August 1823 in Weimar; † 1. Oktober 1904 in Ludwigshof bei Ranis) war sachsen-weimarischer Hauptmann, später königlich preußischer Generalmajor und zuletzt Kommandeur der 38. Infanteriebrigade.

## Herkunft
Seine Eltern waren Ludwig von Thompson († 9. November 1863) und dessen Ehefrau Auguste Rühlmann († 3. Oktober 1867). Sein Vater war russischer Major und dann Adjutant des Großherzogs von Sachsen-Weimar. Seine Schwester Thekla (* 27. September 1826) war mit dem Freiherren Wassilli von Wegner genannt von Lincker und Lützenwick (* 2. April 1824) verheiratet.

## Leben
Er erhielt seine Schulbildung in dem Erziehungsinstitut in Schnepfenthal und dann auf dem Gymnasium in Gera. Nach seinem Abschluss kam er am 1. April 1841 als Musketier in das sachsen-weimarische Regiment. Er wurde dort am 20. September 1842 zum Portepeefähnrich, am 5. Mai 1843 zum Seconde-Lieutenant und am 21. Juni 1848 zum Premier-Lieutenant befördert. 1849 kämpfte er während des ersten schleswigschen Krieges bei Düppel und Fredericia. Nach dem Krieg wurde er am 30. September 1856 zum Hauptmann befördert und kam am 1. April 1859 als Flügeladjutant zur Großherzog von Sachsen-Weimar. Am 14. Mai 1862 wurde er großherzoglicher Kammerherr und zeitgleich Kompaniechef im sachsen-weimarischen Infanterieregiment. Während des Deutschen Krieges von 1866 nahm er auf preußischer Seite am Feldzug in Südwestdeutschland teil. Nach dem Krieg kam es zur preußischen Militärkonvention und das Regiment wurde in die preußische Armee integriert.

Am 25. September 1867 wechselte auch Thomson in die preußische Armee, dort wurde er als Hauptmann in das 66. Infanterieregiment aggregiert. Er wurde am 22. März 1868 zum Major befördert und am 7. Juli 1868 in das Regiment einrangiert.
Am 21. Juli 1870 wurde er dann zum Kommandeur des Füsilierbataillons ernannt. Während des Deutsch-Französischen Krieges wurde er in der Schlacht bei Beaumont schwer verwundet und am 2. September 1870 mit dem Eiserne Kreuz 2. Klasse ausgezeichnet.
Nach dem Krieg wurde er am 20. Juni 1872 zur Wahrnehmung der Geschäfte als Kommandant nach Mezieres abkommandiert und dazu in das 66. Infanterieregiment aggregiert. Am 22. Mai 1873 wurde er zum Oberstleutnant befördert und am 12. Juli 1873 als Kommandeur des III. Bataillons in das 80. Infanterieregiment versetzt. Schon am 2. Juli 1875 wurde er mit der Führung des 40. Infanterieregiments beauftragt und dazu a la suite des Regiments gestellt. Am 22. Juli 1875 erhielt er die Bestätigung als Regimentskommandeur und am 22. März 1876 zum Oberst befördert. Er verblieb dort bis zum 11. Februar 1882, als er mit der Führung der 38. Infanteriebrigade beauftragt wurde und dazu a la suite des Regiments gestellt. Am 11. März 1882 wurde er als Brigadekommandeur bestätigt und am 22. März 1882 zum Generalmajor befördert. Aber er litt immer stärker unter den Spätfolgen seiner Verwundung und wurde am 12. Januar 1884 mit Pension zur Disposition gestellt sowie mit dem Roten Adlerorden 2. Klasse mit Eichenlaub ausgezeichnet.
Er starb am 1. Oktober 1904 in Ludwigshof bei Ranis.

## Familie
Thomson heiratete am 21. Mai 1862 in Weimar Johanna Viktoria Friederike Auguste Seeber-Wallenroth (* 5. Februar 1829; † 3. Dezember 1899), eine Tochter des Michael Heinrich Seeber zu Sondershausen und Stieftochter der verwitweten Kriegsrätin von Gräve geborene von Wallenroth. Die Ehe blieb kinderlos.